# Доро
Доро (нем. Doro), урождённая Доротея Пеш (нем. Dorothee Pesch, род. 3 июня 1964 года, Дюссельдорф, ФРГ) — немецкая певица, экс-вокалистка хэви-метал-группы Warlock, в настоящее время занимается сольной карьерой. Доро начала карьеру в 1980-е и стала одной из первых женщин, прославившихся в тяжёлой музыке, за что получила от фанатов прозвище «Королева металла».

## Биография
Пеш родилась 3 июня 1964 года в Дюссельдорфе, ФРГ. Музыкальную карьеру начала в шестнадцать лет в малоизвестной рок-группе Snakebite, позднее в группе Attack. В 1982 году вместе с несколькими участниками Attack отделилась и сформировала группу Warlock.
Warlock стал одним из самых успешных хэви-метал-проектов Германии середины 1980-х. Четыре выпущенных группой альбома с вокалом Доро разошлись большими тиражами. Однако группа фактически просуществовала всего шесть лет, и в 1988 распалась из-за конфликта с менеджментом и звукозаписывающей компанией. Доро Пеш оказалась единственным участником в собственной группе. Не имея прав на название, она продолжила выступления под своим собственным именем, со старым материалом и стилем, набрав новый состав. В него вошли: Йон Левин (гитара), Томми Хенриксен (бас-гитара), Бобби Рондинелли (ударные, экс-Rainbow). В таком составе группа, уже под названием Doro, записывает альбом «Force Majeure», песни с которого были написаны ещё для Warlock.
В качестве сольного исполнителя Доро выпустила более десятка альбомов. Права на все песни Warlock принадлежат ей и по-прежнему исполняются. Состав остальных музыкантов непостоянен и неоднократно менялся в течение пятнадцати лет.
В июне 2010 года лейбл Nuclear Blast объявил о подписании контракта с Доро Пеш. Её первым релизом для лейбла будет комплект из 2DVD и CD «25 Years In Rock», куда войдёт полная запись концерта в Дюссельдорфе, посвящённого 25-летию сценической деятельности Доро, а также специальный репортаж из Китая. Релиз запланирован на ноябрь.
13 марта 2010 года Доро отметила свое 2500-е живое выступление специальным концертом в Дюссельдорфе с гостями, среди которых были Krypteria, Люк Гассер, Марк Сторас, Марсель Ширмер (из группы Destruction), Сабина и Энди Классен.
В 2010 году Доро, Марсель Ширмер, Милле Петроцца (из группы Kreator) и Альф Атор (из группы Knorkator) озвучили немецкую версию Metalocalypse, американского анимационного шоу о Dethklok, самой популярной дэт-метал группе в мире.
В 2011 году Доро снова отправилась в турне и приняла участие в Metal Female Voices Fest 9. Она также гастролировала по Испании и Италии в качестве приглашенной вокалистки трибьют-группы Dio Disciples, сформированной музыкантами группы Dio и исполнявшей песни из репертуара покойного Ронни Джеймса Дио. В 2010 году она уже принимала участие в Германии в благотворительном концерте в пользу фонда Stand Up and Shout Cancer, занимающегося исследованием рака, который был посвящен жизни и творчеству Дио.
В 2012 году она записала в США, Германии и Скандинавии песни для нового альбома под названием Raise Your Fist, который вышел в октябре. Первый сингл «Raise Your Fist in the Air» был выпущен в августе 2012 года.
В июне 2013 года музыкальный журнал Metal Hammer присвоил Доро награду Golden God Legend.
В честь своего 30-летия на сцене Доро провела двухдневный концерт в CCD Stadthalle в своем родном городе Дюссельдорфе 2 и 3 мая 2014 года. На первом выступлении её сопровождал оркестр «Classic Night Orchestra». Среди приглашенных исполнителей были Бифф Байфорд, Крис Каффери, Удо Диркшнайдер, Блейз Бейли, Марк Сторас, Томас Зух, Томи Путаансуу и Ханси Кюрш. Также 2 мая в шоу принял участие гитарист группы Lordi Юсси Сюдянмаа.
Доро продолжала гастролировать и устраивала больше праздничных шоу в последующие годы, хотя и с менее плотным графиком, чем в прошлом. 17 августа 2018 года она выпустила свой первый за шесть лет альбом Forever Warriors - Forever United, вошедший во многие чарты по всему миру.
К ноябрю 2019 года Доро начала писать новый материал для своего четырнадцатого альбома. Её новый сингл «Brickwall» был выпущен в цифровом формате 26 июня 2020 года, а на виниле сингл был выпущен 31 июля. Ожидалось, что сингл войдет в её новый альбом, который должен был выйти в 2021 году, но позже был перенесен на 2022 год.
13 июня 2020 года Доро выступила на CARantena-Arena в Вормсе, Германия, став первой хэви-метал певицей, которая провела концерт во время пандемии COVID-19. Она отметила: «За последние несколько недель я очень соскучилась по своим поклонникам, а также по своей группе. Шоу стало для меня уникальным опытом и ярким событием в карьере. Мне очень приятно снова зажигать вместе. Надеюсь, скоро мы сможем снова наслаждаться обычными концертами».

## Участие в проектах других музыкантов
Доро активно принимает участие в проектах других музыкантов:
- Doro приняла участие в записи альбома Paradise Now группы Die Krupps, вышедшего в 1997 году. Она исполнила бэк-вокальную партию в композиции «Taste of Taboo».
- В 1999 году она приняла участие в трибьюте, посвященном творчеству Ронни Джеймса Дио Holy Dio, где исполнила песню «Egypt (The Chains are On)».
- В 2000 году выходит альбом Decaydenz группы DKay.com, основанной фронтмэном группы Die Krupps Юргеном Энглером (Jurgen Engler), на котором Doro вновь исполняет бэк-вокальные партии в композициях «How Many Times» и «The Paradise Way».
- Вместе с Удо Диркшнайдером (экс-Accept, ныне группа U.D.O.) она записала песни «Dancing With an Angel» (вошедшую в 2002 году на альбом Man and Machine группы U.D.O.) и «Breaking the Law» (кавер на композицию группы Judas Priest для своего альбома Classic Diamonds, вышедшего в 2004 году).
- Пеш была гостем на альбоме After Forever (2009) группы After Forever, приняв участие в записи песни «Who I Am».
- Записала в дуэте с Лемми Килмистером (Motörhead) баллады «Alone Again» и «Love Me Forever», вошедшие в её альбом 2000 года Calling the Wild («Alone Again» была включена в качестве бонус-трека в лимитированное издание альбома).
- В 2009 записала два дуэта  с Тарьей Турунен (экс-Nightwish) — песню «The Seer» (для переизданного в 2009 году альбома My Winter Storm Тарьи Турунен) и песню «Walking with the Angels» (для своего альбома 2009 года Fear No Evil)[12].
- Приняла участие в записи песни «Victoria», вошедшей на альбом All Beauty Must Die (2011) группы Krypteria.
- В 2011 году совместно с Sister Sin сделала кавер на песню Motörhead «Rock-n-Roll».
- в 2011 записала вокальную партию для песни «The Ballad of Mary 2010 (Unplugged Version)» на мини-альбоме группы Grave Digger Ballad of Mary.
- Совместно с Питером Стилом, ныне покойным вокалистом Type O Negative, записала композицию «Descent».
- Совместно с группой Mago de Oz записала кавер на «Man on the Silver Mountain» (Rainbow).
- Исполнила вокальные партии в песне «Crushing Room» на альбоме Secret Garden (2014) группы Angra.
- Приняла участие в записи песни «Stronghold of Angels» из альбома Vervain норвежской певицы Лив Кристин, вышедшего в 2014 году.
- Приняла участие в записи песни «A Dream That Cannot Be» из альбома Jomsviking шведской группы Amon Amarth, вышедшего в 2016 году.
- в 2022 записала вокальную партию для песни «Béowulf is mín nama» на альбоме группы Corvus Corax Era Metallum.

## Дискография

### Warlock
- Mausoleum Demo (1983)
- Burning the Witches (1984)
- Hellbound (1985)
- You Hurt My Soul (EP, 1985)
- True as Steel (1986)
- Triumph and Agony (1987)

### Doro
- Force Majeure — 1989
- Doro — 1990
- True at Heart — 1991
- Angels Never Die — 1993
- Machine II Machine — 1995
- Love Me in Black — 1998
- Calling the Wild — 2000
- Fight — 2002
- Classic Diamonds — 2004
- Warrior Soul — 2006
- Fear No Evil — 2009
- Raise Your Fist — 2012
- Forever Warriors/Forever United — 2018
- Conqueress Forever Strong And Proud — 2023
- Conqueress – Extended — 2024

### Сборники, концерты
- Rare Diamonds (1991)
- Live (1993)
- Machine II Machine (Electric Club Mixes) (1995)
- The Ballads (1998)
- Earth Shaker Rock (1998)
- Live in Ulm (2001)
- Classic Diamonds (2004)
- In Liebe und Freundschaft (2005)
- All We Are - The Fight (2007)
- B-Sides & Rarities (2007)
- Powerful Passionate Favorites (2014)
- Strong and Proud (2016)

## Состав Doro
- Доро Пеш — вокал
- Ник Дуглас — бас-гитара
- Бас Маас (экс-After Forever) — гитара
- Джонни Ди — ударные
- Лука Принчотта — гитара, клавишные

### Бывшие участники
- Джо Тейлор — гитара
- Оливер Палотай — клавишные, гитара
- Бобби Рондинелли — ударные
- Харрисон Янг — клавишные

## Рецензии
- Рецензия на альбом Warrior Soul в журнале FUZZ № 11, 2006 год